# Svedjeholmen (vid Västanfjärd, Kimitoön)
För andra betydelser, se Svedjeholmen (olika betydelser).
Svedjeholmen är en ö i Finland. Den ligger i Skärgårdshavet vid Västanfjärd i kommunen Kimitoön i den ekonomiska regionen  Åboland i landskapet Egentliga Finland, i den sydvästra delen av landet. Ön ligger omkring 52 kilometer söder om Åbo och omkring 130 kilometer väster om Helsingfors.
Öns area är 6,3 hektar och dess största längd är 350 meter i nord-sydlig riktning. Ön höjer sig omkring 15 meter över havsytan.